# Pietro Santin
Pietro Santin (Rovigno, Italia, hoy Croacia, 6 de septiembre de 1934 - Cava de' Tirreni, Italia, 29 de diciembre de 2017), más conocido como Rino Santin, fue un futbolista y entrenador italiano. Se desempeñaba en la posición de centrocampista.

## Biografía
Nacido en 1934 en la ciudad de Rovigno, en ese entonces perteceniente al Reino de Italia, en el éxodo istriano-dálmata huyó con su familia mudándose a Cava de' Tirreni, en Campania, donde murió a los 83 años en el 2017.

## Trayectoria

### Como jugador
Se formó en la Cavese, debutando en el primer equipo en 1952. En la temporada 1957-58, jugó en la Serie A en las filas de la S.P.A.L. de Ferrara, marcando un gol en la fecha 26, en una derrota de local ante el Napoli.

### Como entrenador
Durante su larga carrera de entrenador, logró sus mejores resultados sobre todo en el banquillo de la Cavese, en la temporada 1982-83, derrotando al A. C. Milan en San Siro en la fecha 9 y rozando el ascenso a la Serie A con 42 puntos.
La temporada siguiente, entrenó al Napoli en la Serie A.

## Clubes

### Como jugador
| Club        | País   | Año       |
| ----------- | ------ | --------- |
| Cavese      | Italia | 1952-1955 |
| Casertana   | Italia | 1955-1957 |
| S.P.A.L.    | Italia | 1957-1958 |
| FEDIT       | Italia | 1958-1959 |
| Tevere Roma | Italia | 1959-1960 |
| Salernitana | Italia | 1960-1963 |
| Nocerina    | Italia | 1963-1966 |
| Savoia      | Italia | 1966-1969 |
| Sessana     | Italia | 1969-1970 |

### Como entrenador
| Club             | País   | Año       |
| ---------------- | ------ | --------- |
| Nocerina         | Italia | 1965-1966 |
| Savoia           | Italia | 1968-1969 |
| Sessana          | Italia | 1969-1970 |
| Palmese          | Italia | 1970-1971 |
| Juve Stabia      | Italia | 1971-1972 |
| Benevento        | Italia | 1972-1973 |
| Sorrento         | Italia | 1973-1974 |
| Benevento        | Italia | 1974-1976 |
| Nocerina         | Italia | 1976-1977 |
| Lecce            | Italia | 1977-1979 |
| Ternana          | Italia | 1979-1980 |
| Cavese           | Italia | 1980-1983 |
| Napoli           | Italia | 1983-1984 |
| Bologna          | Italia | 1984-1985 |
| Catanzaro        | Italia | 1985-1986 |
| Lecce            | Italia | 1986-1987 |
| Catania          | Italia | 1987-1988 |
| Cavese           | Italia | 1988-1990 |
| Nola             | Italia | 1990-1991 |
| Battipagliese    | Italia | 1992-1994 |
| Cavese           | Italia | 1995-1996 |
| Nardò            | Italia | 1996-1997 |
| Potenza          | Italia | 1997-1998 |
| Atletico Tricase | Italia | 1998-1999 |
| Paganese         | Italia | 2000-2001 |
| Benevento        | Italia | 2001-2002 |
| Latina           | Italia | 2003-2004 |
| Latina           | Italia | 2005-2006 |

## Palmarés

### Como entrenador

#### Campeonatos nacionales
| Título                             | Club          | País   | Año     |
| ---------------------------------- | ------------- | ------ | ------- |
| Serie D                            | Juve Stabia   | Italia | 1971-72 |
| Serie C1                           | Cavese        | Italia | 1980-81 |
| Campeonato Italiano de Aficionados | Battipagliese | Italia | 1992-93 |
| Campeonato Italiano de Aficionados | Nardò         | Italia | 1996-97 |